# Roberto Robaina
Roberto Robaina González (Pinar del Río, 18 de março de 1956) é um ex-político e pintor cubano. De 1993 a 1999, foi ministro de relações exteriores de Cuba.

## Como político
Em 1979 tornou-se líder universitário, em seguida, foi deputado da Assembleia Nacional do Poder Popular de Cuba e, em 1991, ingressou no Escritório Político do Partido Comunista Cubano (PCC), sendo seu membro mais jovem. Em 1993, foi nomeado ministro das relações exteriores, e mostrou um ponto de vista aperturista com a Europa Ocidental e a América Latina, em momentos que Cuba atravessava uma crise após o fim dos estados socialistas europeus e a dissolução da União Soviética.
Não obstante, em 1999, foi destituído e substituído por Felipe Pérez Roque. Então, em 2002, por denúncia de Raúl Castro, Robaina foi expulso do PCC de forma "deshonrosa" por "deslealdade", corrupção e autopromoção como candidato a líder do país em uma eventual transição póstuma. Também foi denunciado por ter contatos não oficiais com empresários estrangeiros e de ter relações com o ex-presidente mexicano Mario Villanueva, membro do cartel de Juárez.
Robaina aceitou que recebeu uma doação de 25 mil dólares de Villanueva para renovar a chancelaria cubana e que buscava "autopromover-se" de frente ao futuro. Na expulsão, Robaina também foi inabilitado como deputado e seria movido para um trabalho modesto, sem destaque algum e sem capacidade de comando.

## Como pintor
Expulso da política, Robaina passou um tempo na restauração da floresta de Havana e foi onde iniciou seu trabalho como pintor em 2004. Uma de suas primeiras pinturas foi um eletrocardiograma que realizou pouco depois de sua expulsão.
Participou de coletivas em Havana e expôs seus quadros na Argentina, Chile, México e Panamá. Sua especialidade é o formato grande e o acrílico, inclinando seu gosto pela arte contemporânea e pela pintura abstrata.
Em 2011 abriu um café temático, com exposição de suas pinturas como um negócio familiar.